# Белл-Плейн (город, Миннесота)
Белл-Плейн (англ. Belle Plaine) — город в округе Скотт, штат Миннесота, США. На площади 11 км² (10,5 км² — суша, 0,5 км² — вода), согласно переписи 2002 года, проживают 3789 человек. Плотность населения составляет 360,1 чел./км².
- Телефонный код города — 952
- Почтовый индекс — 56011
- FIPS-код города — 27-04834[1]
- GNIS-идентификатор — 0639891[2]